# ديفيد هاندلي
ديفيد هاندلي (بالإنجليزية: David Handley)‏ هو دراج بريطاني، ولد في 3 فبراير 1932 في برمنغهام في المملكة المتحدة، وتوفي في 9 مارس 2013.

## وصلات خارجية
- ديفيد هاندلي على موقع أرشيف الدراجات (الإنجليزية)
- ديفيد هاندلي على موقع أوليمبيديا (الإنجليزية)